# الأبانيشاد
الأوبانيشاد (بالسنسكريتية: उपनिषद्)‏ الجزء الأخير في مجموعة من الكتابات الهندوسية التي تُسمى الفيدات (جمع فيدا).
وتكوِّن الأوبانيشاد جزءًا أساسيًا من مصادر الديانة الهندوسية، كما أثَّرت في معظم الفلسفات الهندية. ويُطلق عليها أحيانًا اسم الفيدنتا، وتعني الكلمة تجميع الفيدا .
أما كلمة أوبانيشاد فتعني الجلوس بالقرب من. وهذا يشير إلى أن هذه المادة كانت سرية في الأصل. كان معظم أجزاء الأوبانيشاد مصوغًا في شكل حوار بين معلِّم وتلميذه، وظهرت أهم أجزاء المجموعة بين عامي 800 و600 ق.م.
تأسست عدة مدارس فكرية هندوسية بارزة، منها مدرستا السانخيا واليوجا، على تعاليم الأوبانيشاد. هذه التعاليم تتبع فلسفتين أساسيتين ترى إحداهما أن هناك حقيقة أساسية واحدة تُسمى براهما، أو الإله، ويقابله أتمان أو الروح، وعلى ذلك فإنه لا يوجد تمييز حقيقي بين الروح والإله حسب معتقدهم. أما الفلسفة الأوبانيشادية الأخرى، فإنها ترى أن كل روح هي بمفردها سرمدية.